# Географія Ангільї
Ангілья — північноамериканська країна, що знаходиться в групі Малих Антильських островів Карибського регіону . Загальна площа країни 91 км² (227-ме місце у світі), з яких на суходіл припадає 91 км², а на поверхню внутрішніх вод — 0 км². Площа країни удвічі менша за площу території Голосіївського району міста Києва. 

## Назва
Офіційна назва — Ангілья (англ. Anguilla). Назва країни походить від слова що в декількох романських мовах означає вугра (ісп. anguila), імовірно, через вугроподібну форму острова.

## Географічне положення
Ангілья — північноамериканська острівна країна, що не має сухопутного державного кордону. Острови лежать в групі Навітряних островів Малих Антильських островів на схід від острова Пуерто-Рико. Ангілья на заході омивається водами Карибського моря, на сході — водами Атлантичного океану. Острів на північному заході відокремлений від Британських Віргінських островів протокою Анегада (англ. Anegada Passage); на півдні — протокою Ангілья від французько-нідерландського острова Сен-Мартен. Загальна довжина морського узбережжя 61 км.

Морські кордони країн Карибського регіону
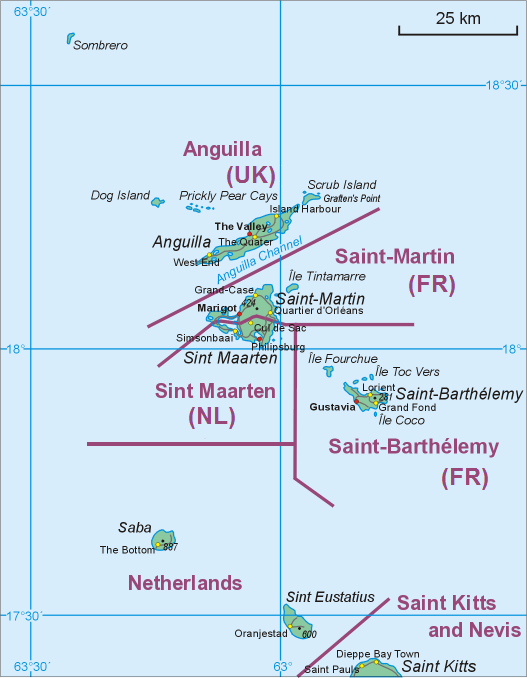
Сусіди Ангільї

Згідно з Конвенцією Організації Об'єднаних Націй з морського права (UNCLOS) 1982 року, протяжність територіальних вод країни встановлено в 3 морські милі. Виключна рибальська зона встановлена на відстань 200 морських миль (370,4 км) від узбережжя.

### Час
Час в Ангільї: UTC-4 (-6 годин різниці часу з Києвом).

## Геологія
Острів складається з коралових залишків та масивів вапняку. Піщані коралові пляжі.

### Корисні копалини
Надра Ангільї багаті на ряд корисних копалин: кам'яну сіль.

## Рельєф
Середні висоти — дані відсутні; найнижча точка — рівень вод Карибського моря (0 м); найвища точка — пагорб Крокус-Гілл (65 м), що утворює береговий кліф на півночі острова. Рельєф острова плаский низовинний.

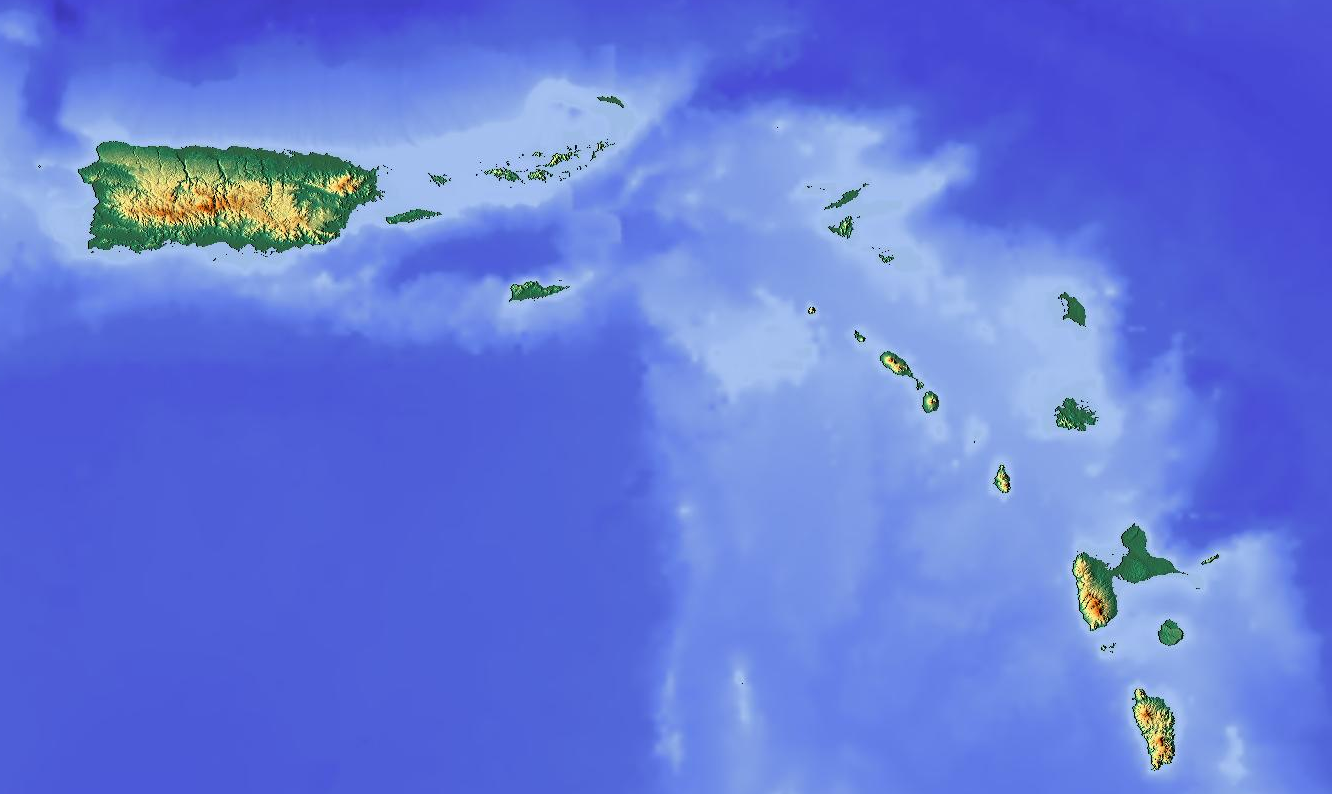
Карта рельєфу Малих Антильских островів і Пуерто-Рико
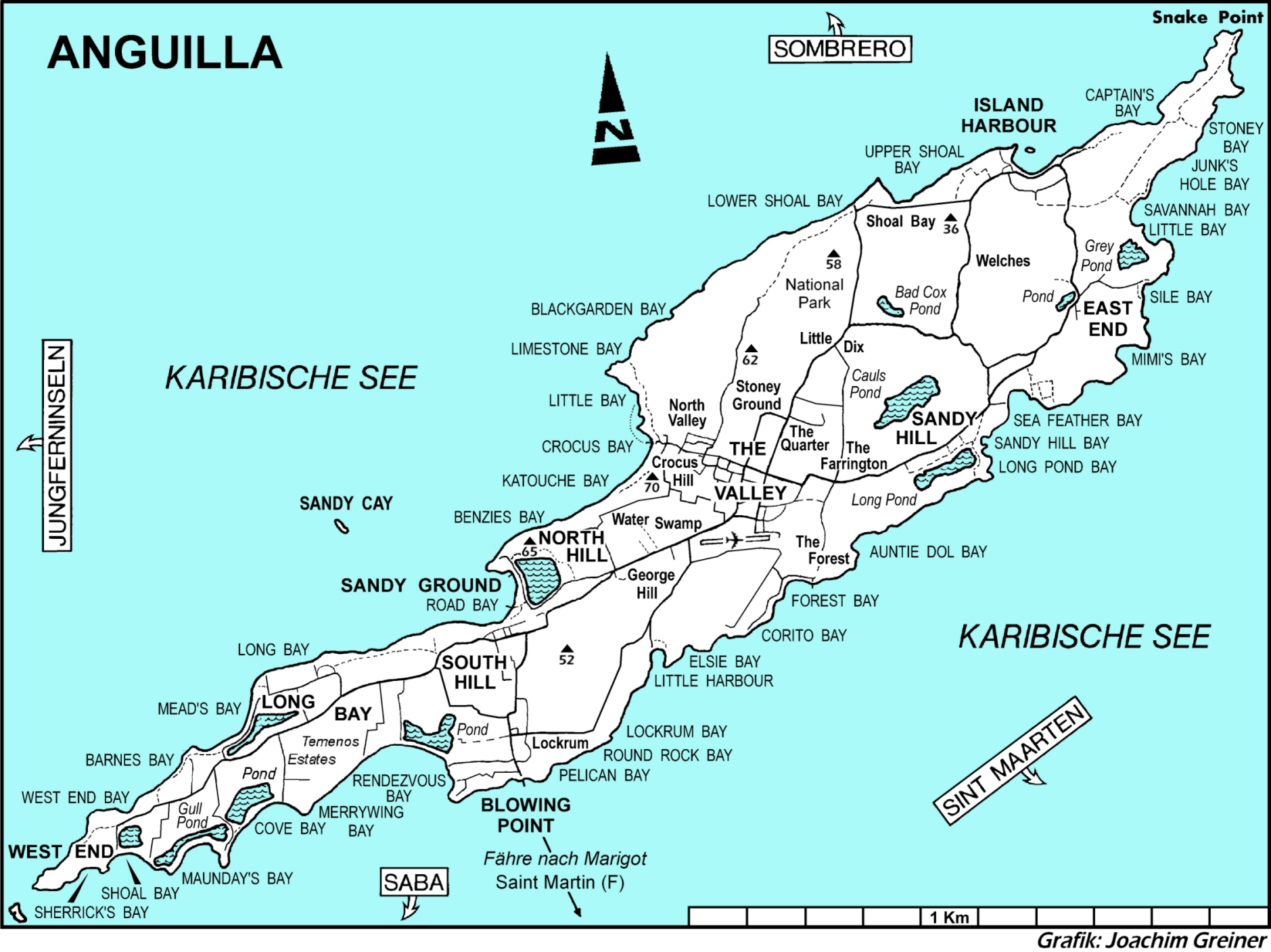
Карта країни (нім.)
Карта країни (англ.)

### Узбережжя
Загальна довжина морського узбережжя країни становить 65 км. Узбережжя переважно пологе й піщане. Численні затоки, Барнс, Літл, Рендеву, Шоал і Роад-Бейс. На ньому налічується 33 пляжі, чистий білий кораловий пісок яких приваблює численних туристів на цей тропічний острів. Узбережжя і красиві, незаймані пляжі є невід'ємною частиною туристичної економіки Ангільї. Через теплий клімат Ангільї, пляжі можна використовувати цілий рік.

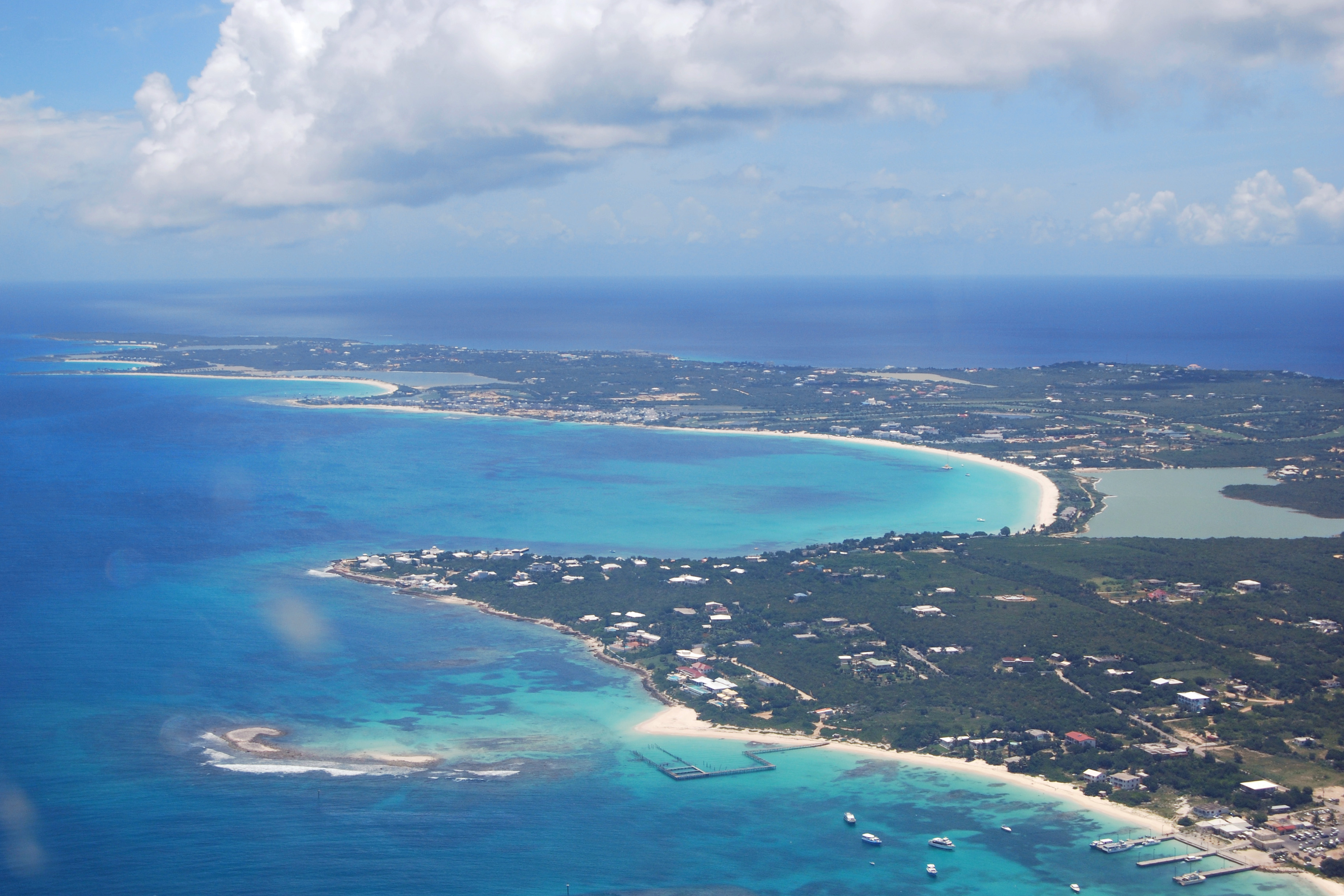
Західне узбережжя
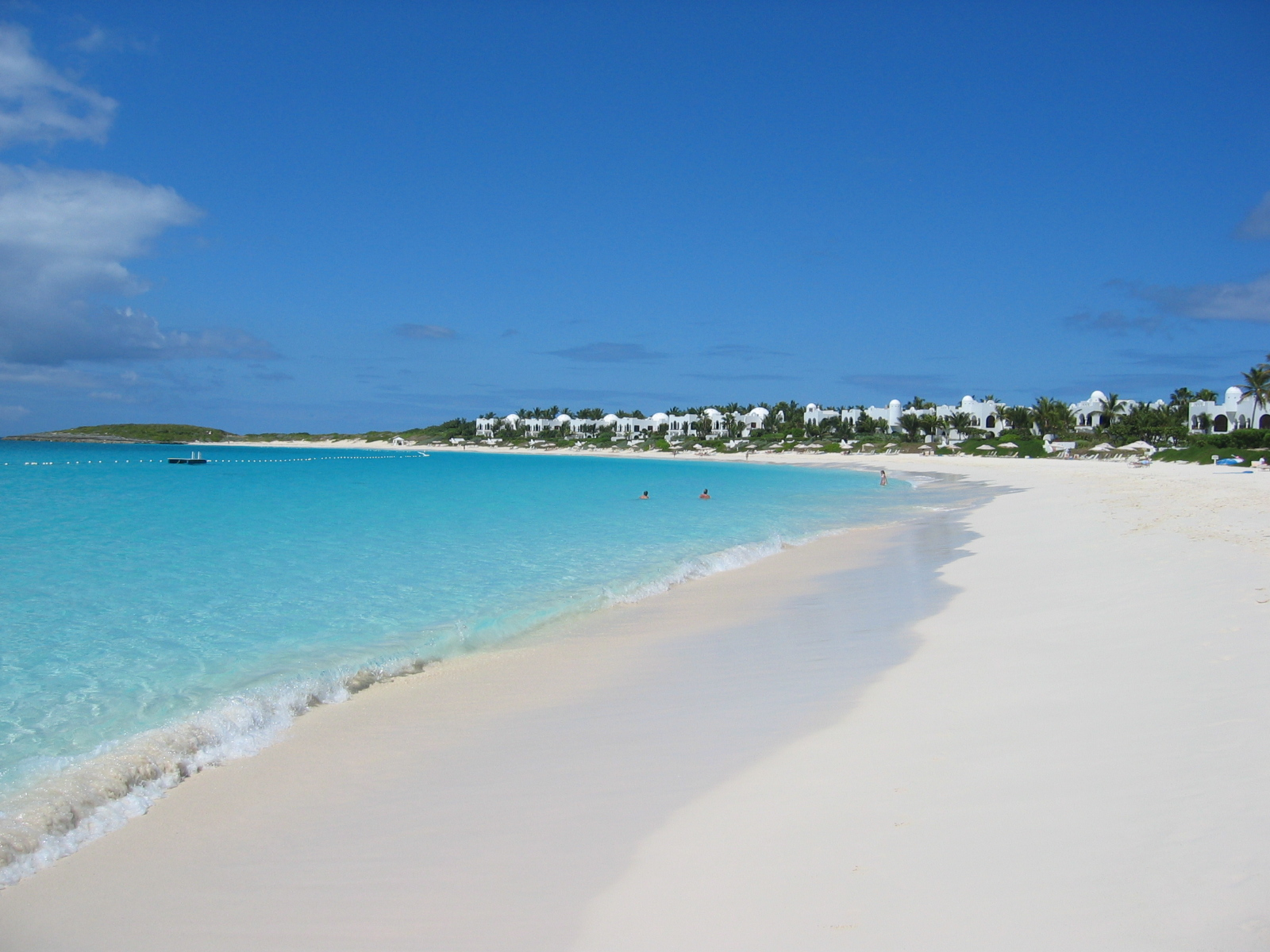
Піщані пляжі
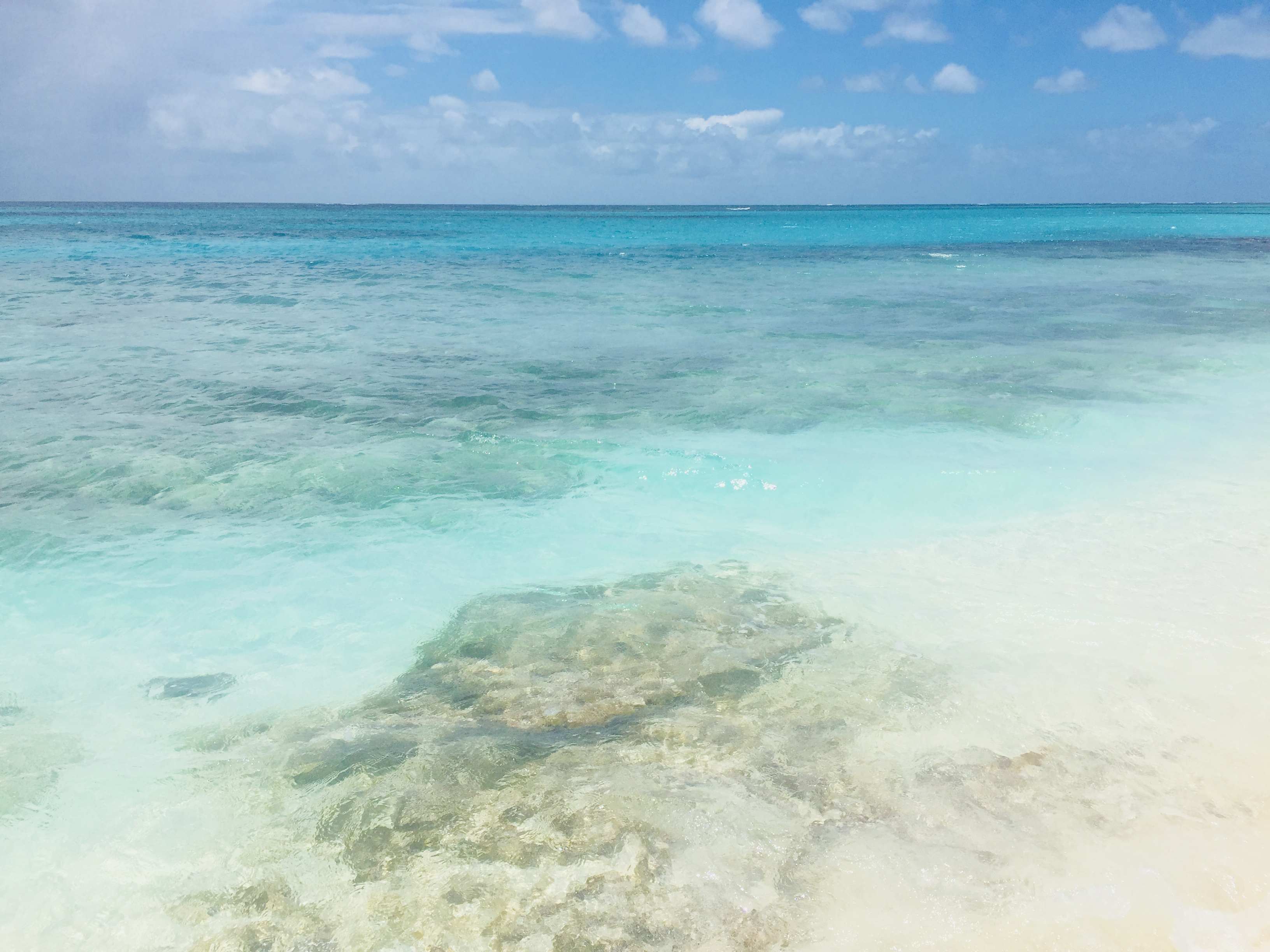
Рифи поблизу узбережжя
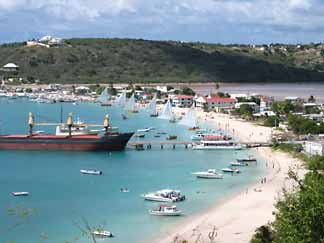
Піщаний бар Сенді-Граунд

### Острови

Схема островів Ангільї (англ.)
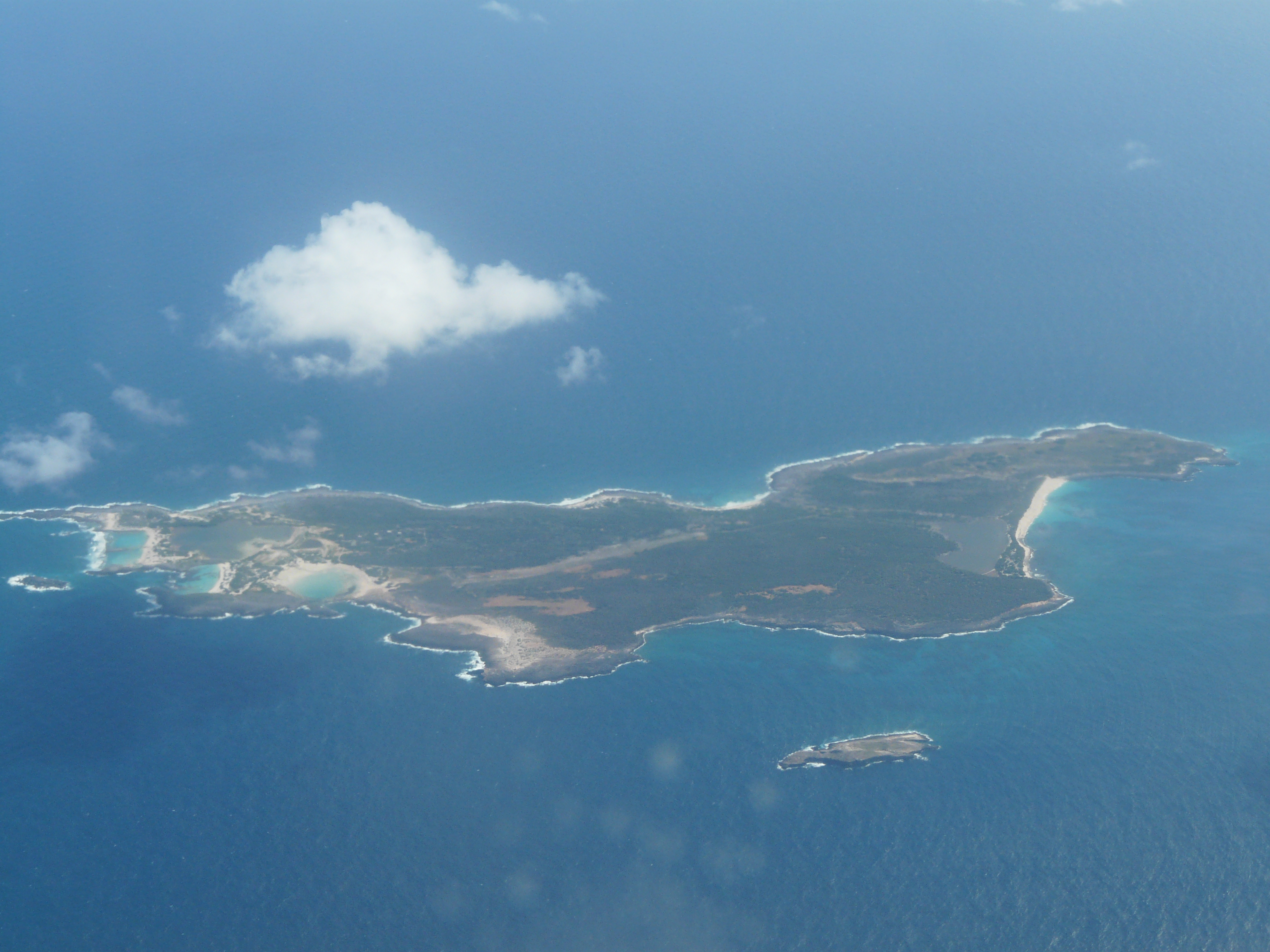
Острів Скраб з повітря

Територія Ангільї складається з великого острова Ангілья та 22 інших островів і острівців (Кей (острів)), Більшість з них нежилі.
- Ангільїта (англ. Anguillita)
- Бловінг-Рок (Blowing Rock)
- Коув-Кей (Cove Cay)
- Крокус-Кей (Crocus Cay)
- Дідменс-Кей (Deadman's Cay)
- Дог-Айленд (Dog Island)
- Іст-Кей (East Cay)
- Літл-Айленд (Little Island)
- Літл-Скраб (Little Scrub Island)
- Мід-Кей (Mid Cay)
- Норт-Кей (Mid Cay)
- Пріклі-Пеар-Кей-Іст (Prickly Pear Cay East)
- Пріклі-Пеар-Кей-Вест (Prickly Pear Cay West)
- Реббіт-Айленд (Rabbit Island)
- Сенді-Айленд (Sandy Island)
- Сциллі-Кей (Scilly Cay)
- Скраб (Scrub Island)
- Сіл-Айленд (Seal Island)
- Сомбреро (Sombrero)
- Саут-Кей (South Cay)
- Саут-Вагер (South Wager Island)
- Вест-Кей (West Cay)

## Клімат
Територія Ангільї лежить у тропічному кліматичному поясі. Увесь рік панують тропічні повітряні маси. Сезонний хід температури повітря чітко відстежується. Переважають східні пасатні вітри, достатнє зволоження (на підвітряних схилах відчувається значний дефіцит вологи). У теплий сезон з морів та океанів часто надходять тропічні циклони. За класифікацією Кеппена Ангілья має тропічний вологий і сухий клімат. Сухий клімат пом'якшується північно-східними пасатами. Амплітуди температури повітря протягом року незначні. Середньодобові максимуми коливаються від приблизно 27 °C (80,6 °F) у грудні до 30 °C (86 °F) у липні. Кількість атмосферних опадів нестійка, в середньому близько 900 мм (35,4 дюйм) на рік, найбільш вологі місяці — вересень і жовтень, а найсухіший лютий і березень. Ангілья вразлива до ураганів з червня по листопад, пік сезону серпня до середини жовтня. 1995 року острів зазнав шкоди від урагану Луїс.

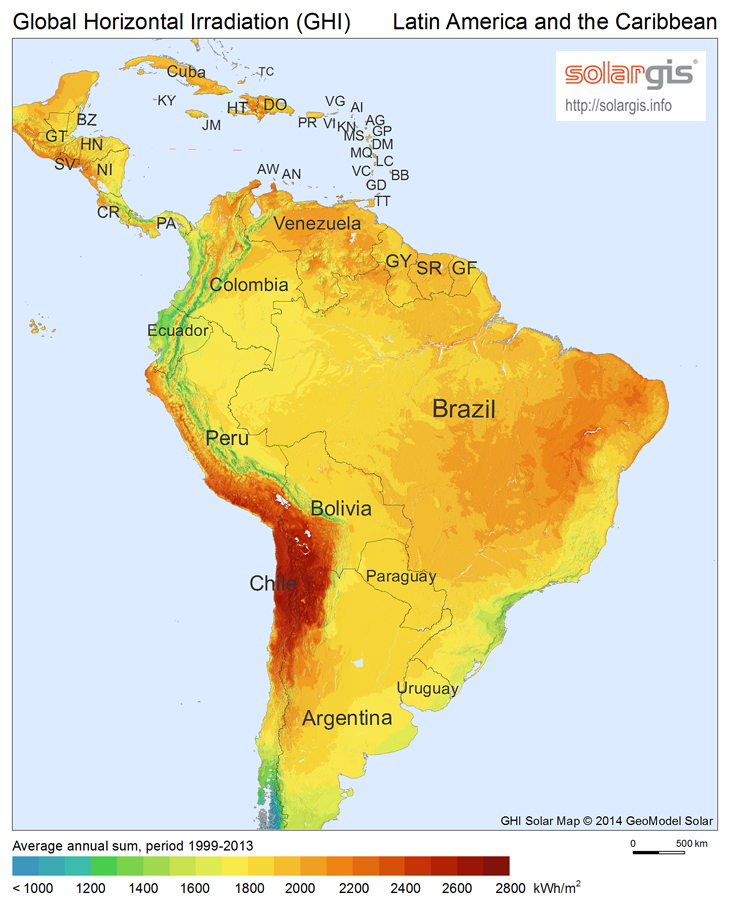
Сонячна радіація (англ.)
Кліматична карта Антильських островів за Кеппеном

| Клімат Валлі            | Клімат Валлі | Клімат Валлі | Клімат Валлі | Клімат Валлі | Клімат Валлі | Клімат Валлі | Клімат Валлі | Клімат Валлі | Клімат Валлі | Клімат Валлі | Клімат Валлі | Клімат Валлі | Клімат Валлі |
| Показник                | Січ.         | Лют.         | Бер.         | Квіт.        | Трав.        | Черв.        | Лип.         | Серп.        | Вер.         | Жовт.        | Лист.        | Груд.        | Рік          |
| Середній максимум, °C   | 28           | 28           | 28           | 28           | 30           | 31           | 31           | 31           | 31           | 30           | 29           | 28           | 30           |
| Середня температура, °C | 26           | 26           | 26           | 27           | 27           | 28           | 29           | 29           | 29           | 28           | 27           | 26           | 27           |
| Середній мінімум, °C    | 23           | 23           | 23           | 25           | 25           | 26           | 26           | 26           | 26           | 26           | 25           | 24           | 23           |
| Норма опадів, мм        | 70           | 40           | 40           | 70           | 90           | 70           | 80           | 110          | 110          | 90           | 110          | 90           | 1020         |
| ----------------------- | ------------ | ------------ | ------------ | ------------ | ------------ | ------------ | ------------ | ------------ | ------------ | ------------ | ------------ | ------------ | ------------ |
| Джерело: Weatherbase    |              |              |              |              |              |              |              |              |              |              |              |              |              |

Ангілья не є самостійним членом Всесвітньої метеорологічної організації (WMO), її інтереси в організації представляє Велика Британія.

## Внутрішні води
Станом на 2012 рік зрошувані землі в країні були відсутні. Через посушливий тропічний клімат і піщані ґрунти постійні водотоки на острові відсутні. Усі тимчасові потоки належать басейну Атлантичного океану. Найбільше озеро на острові — Роад-Бей-Понд.

## Рослинність
Коралові й вапнякові схили Ангільї не надають належних умов для лісів, лісопарків, пасовищ, посівів або ріллі. Сухий клімат і збіднені ґрунти стримують розвиток товарного сільського господарства.
Земельні ресурси Ангільї (оцінка 2011 року):
- придатні для сільськогосподарського обробітку землі — 0 %,
  - орні землі — 0 %,
  - багаторічні насадження — 0 %,
  - землі, що постійно використовуються під пасовища — 0 %;
- землі, зайняті лісами і чагарниками — 61,1 %;
- скелі й соляні чеки — 38,9 %[1].

## Тваринний світ
У зоогеографічному відношенні територія країни відноситься до Антильської підобласті Неотропічної області. Навколишні води багаті на рибу, омарів.

## Стихійні лиха та екологічні проблеми
На території країни спостерігаються небезпечні природні явища і стихійні лиха: часті урагани й тропічні шторми (з липня по жовтень).
Серед екологічних проблем варто відзначити:
- існуючі запаси питної води іноді не можуть задовольнити зростаючий попит, значною мірою через погану систему водопостачання.

## Фізико-географічне районування
У фізико-географічному відношенні територію Ангільї можна розділити на райони, що відрізняються один від одного рельєфом, кліматом, рослинним покривом.

### Українською
- Атлас світу / голов. ред. І. С. Руденко ; зав. ред. В. В. Радченко ; відп. ред. О. В. Вакуленко. — К. : ДНВП «Картографія», 2005. — 336 с. — ISBN 9666315467.
- Атлас. 7 клас. Географія материків і океанів / Укладачі О. Я. Скуратович, Н. І. Чанцева. — К. : ДНВП «Картографія», 2014.
- Бєлозоров С. Т. Географія материків. — К. : Вища школа, 1971. — 371 с.
- Барановська О. В. Фізична географія материків і океанів : навч. посіб. для студентів ВНЗ : [у 2 ч.]. — Н. : Ніжинський державний університет ім. Миколи Гоголя, 2013. — 306 с. — ISBN 978-617-527-106-3.
- Ангілья // Гірничий енциклопедичний словник : [у 3-х тт.] / за ред. В. С. Білецького. — Д. : Східний видавничий дім, 2004. — Т. 3. — 752 с. — ISBN 966-7804-78-X.
- Дубович І. А. Країнознавчий словник-довідник. — 5-те вид., перероб. і доп. — К. : Знання, 2008. — 839 с. — ISBN 978-966-346-330-8.
- Економічна і соціальна географія країн світу. Навчальний посібник / За ред. Кузика С. П. — Л. : Світ, 2002. — 672 с. — ISBN 966-603-178-7.
- Панасенко Б. Д. Фізична географія материків : навч. посіб. : в 2 ч. — В. : ЕкоБізнесЦентр, 1999. — 200 с.
- Юрківський В. М. Регіональна економічна і соціальна географія. Зарубіжні країни: Підручник. — 2-ге. — К. : Либідь, 2001. — 416 с. — ISBN 966-06-0092-5.

### Англійською
- (англ.) Graham Bateman. The Encyclopedia of World Geography. — Andromeda, 2002. — 288 с. — ISBN 1871869587.
- (англ.) Donovan, Steven K.; Jackson, Trevor A. (1994). Caribbean Geology: An Introduction. University of West Indies. с. 289. ISBN 9764100333.

### Російською
- (рос.) Ангилья // Латинская Америка. Энциклопедический справочник [в 2-х тт.] / Главный редактор В. В. Вольский. — М. : Советская энциклопедия, 1979. — Т. 1. А-К. — 576 с.
- (рос.) Авакян А. Б., Салтанкин В. П., Шарапов В. А. Водохранилища. — М. : Мысль, 1987. — 326 с. — (Природа мира)
- (рос.) Алисов Б. П., Берлин И. А., Михель В. М. Курс климатологии [в 3-х тт.] / под. ред. Е. С. Рубинштейн. — Л. : Гидрометеоиздат, 1954. — Т. 3. Климаты земного шара. — 320 с.
- (рос.) Апродов В. А. Вулканы. — М. : Мысль, 1982. — 368 с. — (Природа мира)
- (рос.) Апродов В. А. Зоны землетрясений. — М. : Мысль, 2010. — 462 с. — (Природа мира) — ISBN 978-5-244-01122-7.
- (рос.) Букштынов А. Д., Грошев Б. И., Крылов Г. В. Леса. — М. : Мысль, 1981. — 316 с. — (Природа мира)
- (рос.) Власова Т. В. Физическая география материков. С прилегающими частями океанов. Евразия, Северная Америка. — 4-е, перераб. — М. : Просвещение, 1986. — 417 с.
- (рос.) Гвоздецкий Н. А. Карст. — М. : Мысль, 1981. — 214 с. — (Природа мира)
- (рос.) Гвоздецкий Н. А., Голубчиков Ю. Н. Горы. — М. : Мысль, 1987. — 400 с. — (Природа мира)
- (рос.) Географический энциклопедический словарь: географические названия / под. ред. А. Ф. Трёшникова. — 2-е изд., доп. — М. : Советская энциклопедия, 1989. — 585 с. — ISBN 5-85270-057-6.
- (рос.) Дорст Ж. Центральная и Южная Америка. — М. : Прогресс, 1977. — 318 с. — (Континенты, на которых мы живем)
- (рос.) Исаченко А. Г., Шляпников А. А. Ландшафты. — М. : Мысль, 1989. — 504 с. — (Природа мира) — ISBN 5-244-00177-9.
- (рос.) Каплин П. А., Леонтьев О. К., Лукьянова С. А., Никифоров Л. Г. Берега. — М. : Мысль, 1991. — 480 с. — (Природа мира) — ISBN 5-244-00449-2.
- (рос.) Словарь современных географических названий / под общей редакцией акад. В. М. Котлякова. — Екатеринбург : У-Фактория, 2006.
- (рос.) Литвин В. М., Лымарев В. И. Острова. — М. : Мысль, 2010. — 288 с. — (Природа мира) — ISBN 978-5-244-01129-6.
- (рос.) Лобова Е. В., Хабаров А. В. Почвы. — М. : Мысль, 1983. — 304 с. — (Природа мира)
- (рос.) Максаковский В. П. Географическая картина мира. Книга I: Общая характеристика мира. — М. : Дрофа, 2008. — 495 с. — ISBN 978-5-358-05275-8.
- (рос.) Максаковский В. П. Географическая картина мира. Книга II: Региональная характеристика мира. — М. : Дрофа, 2009. — 480 с. — ISBN 978-5-358-06280-1.
- (рос.) Ангилья // Поспелов Е. М. Топонимический словарь. — М. : АСТ, 2005. — 229 с. — ISBN 5-17-016407-6.
- (рос.) География / под ред. проф. А. П. Горкина. — М. : Росмэн-Пресс, 2006. — 624 с. — (Современная иллюстрированная энциклопедия) — ISBN 5-353-02443-5.
- (рос.) Физико-географический атлас мира. — М. : Академия наук СССР и ГУГК СССР, 1964. — 298 с.
- (рос.) Энциклопедия стран мира / глав. ред. Н. А. Симония. — М. : НПО «Экономика» РАН, отделение общественных наук, 2004. — 1319 с. — ISBN 5-282-02318-0.